# Liste der Kulturdenkmale in der Pirnaischen Vorstadt
Die Liste der Kulturdenkmale in der Pirnaischen Vorstadt enthält die Kulturdenkmale des Stadtteils Pirnaische Vorstadt in der Dresdner Gemarkung Altstadt I. 

Diese Gemarkung gliedert sich in die Stadtteile Innere Altstadt, Pirnaische Vorstadt, Seevorstadt und Innere Wilsdruffer Vorstadt.

Die Anmerkungen sind zu beachten.
Diese Liste ist eine Teilliste der Liste der Kulturdenkmale in Dresden. 

Diese Liste ist eine Teilliste der Liste der Kulturdenkmale in Sachsen.

## Legende
- Bild: Bild des Kulturdenkmals, ggf. zusätzlich mit einem Link zu weiteren Fotos des Kulturdenkmals im Medienarchiv Wikimedia Commons. Wenn man auf das Kamerasymbol klickt, können Fotos zu Kulturdenkmalen aus dieser Liste hochgeladen werden:
- Bezeichnung: Denkmalgeschützte Objekte und ggf. Bauwerksname des Kulturdenkmals
- Lage: Straßenname und Hausnummer oder Flurstücknummer des Kulturdenkmals. Die Grundsortierung der Liste erfolgt nach dieser Adresse. Der Link (Karte) führt zu verschiedenen Kartendiensten mit der Position des Kulturdenkmals. Fehlt dieser Link, wurden die Koordinaten noch nicht eingetragen. Sind diese bekannt, können sie über ein Tool mit einer Kartenansicht einfach nachgetragen werden. In dieser Kartenansicht sind Kulturdenkmale ohne Koordinaten mit einem roten bzw. orangen Marker dargestellt und können durch Verschieben auf die richtige Position in der Karte mit Koordinaten versehen werden. Kulturdenkmale ohne Bild sind an einem blauen bzw. roten Marker erkennbar.
- Datierung: Baubeginn, Fertigstellung, Datum der Erstnennung oder grobe zeitliche Einordnung entsprechend des Eintrags in der sächsischen Denkmaldatenbank
- Beschreibung: Kurzcharakteristik des Kulturdenkmals entsprechend des Eintrags in der sächsischen Denkmaldatenbank, ggf. ergänzt durch die dort nur selten veröffentlichten Erfassungstexte oder zusätzliche Informationen
- ID: Vom Landesamt für Denkmalpflege Sachsen vergebene, das Kulturdenkmal eindeutig identifizierende Objekt-Nummer. Der Link führt zum PDF-Denkmaldokument des Landesamtes für Denkmalpflege Sachsen. Bei ehemaligen Kulturdenkmalen können die Objektnummern unbekannt sein und deshalb fehlen bzw. die Links von aus der Datenbank entfernten Objektnummern ins Leere führen. Ein ggf. vorhandenes Icon  führt zu den Angaben des Kulturdenkmals bei Wikidata.

## Pirnaische Vorstadt
| Bild                                    | Bezeichnung | Lage                                                  | Datierung                                                       | Beschreibung | ID       |
| --------------------------------------- | --- | ----------------------------------------------------- | --------------------------------------------------------------- | --- | -------- |
| Weitere Bilder                          | Wohnbebauung Grunaer Straße / Blochmannstraße                                                                                         | Blochmannstraße 1; 3; 5; 7 (Karte)                    | 1954–1955 (Mehrfamilienwohnhaus)                                | Wohnhauszeile mit hervorgehobenem Kopfbau (Blochmannstraße 1), hier Relief »Musizierende Kinder«; baulich verbunden mit Block Grunaer Straße 35/37/39/41/43 und Mathildenstraße 2/4/6/8, Teil eines Quartiers der 1950er Jahre an der Ecke Grunaer Straße und Blochmannstraße in offener Bebauung, klassische Bauten im Stil der Nationalen Bautraditionen der DDR, dokumentieren Beginn des Neuaufbaus der Dresdner Innenstadt, Teil des ersten Wiederaufbaukonzepts nach 1945, baugeschichtlich, städtebaulich und stadtentwicklungsgeschichtlich bedeutend. | 09213864 |
| Weitere Bilder                          | Ehrlichsches Gestift; ehem. Musikhochschule Carl Maria von Weber                                                                      | Blochmannstraße 2 (Karte)                             | 1912 (Schule)                                                   | Schulgebäude; freistehender Baukörper als moderner Ruinenausbau mit Lisenengliederung, anschauliches Zeugnis des Wiederaufbaus nach dem Zweiten Weltkrieg, erinnert zudem an eine bedeutende Dresdner Stiftung, baugeschichtlich und ortsgeschichtlich von Bedeutung. Ehem. Gebäude der Musikhochschule Carl Maria von Weber, heute Nutzung durch Fachhochschule Dresden, Akademie für Wissenschaft und Verwaltung und Akademie für Berufliche Bildung. | 09213863 |
|                                         | Wohnbebauung Grunaer Straße / Blochmannstraße                                                                                         | Blochmannstraße 9; 11; 13; 15; 17; 19 (Karte)         | 1954–1955 (Mehrfamilienwohnhaus)                                | Wohnhauszeile; Teil eines Quartiers der 1950er Jahre an der Ecke Grunaer Straße und Blochmannstraße in offener Bebauung, klassische Bauten im Stil der Nationalen Bautraditionen der DDR, dokumentieren Beginn des Neuaufbaus der Dresdner Innenstadt, Teil des ersten Wiederaufbaukonzepts von Dresden nach 1945, baugeschichtlich, städtebaulich und stadtentwicklungsgeschichtlich bedeutend. | 09213868 |
| Weitere Bilder                          | Carolabrücke | Carolabrücke (Karte)                                  | 1965–1971                                                       | Straßenbrücke; über die Elbe führend, aus den Widerlagen an beiden Ufern, dem Hauptpfeiler im Fluss, drei Stützreihen und dem Überbau bestehend, 400 Meter lang, die Spannweite ihrer Hauptöffnung 120 Meter, größte Spannbetonbrücke der DDR und wohl auch eine der größten in Europa seinerzeit, Teil eines der größten Verkehrsbauvorhaben des gesamten Landes, von besonderer baugeschichtlicher und technikgeschichtlicher Bedeutung. | 09307279 |
| Weitere Bilder                          | Glasbrunnenplatz | Grunaer Straße (Karte)                                | 1968–1972 (Schmuckplatz), 1975 (Brunnen)                        | Schmuckplatz mit Brunnen und zwei Pflanzgefäßen; ästhetisch ansprechende Platzgestaltung als Frühwerk des Landschaftsarchitekten Günter Kretzschmar gartenkünstlerisch bedeutsam, Glasbrunnen als gestalterisch hochwertiges Werk der Künstlerin Leoni Wirth künstlerisch von Bedeutung, sehr authentisch, kaum vergleichbare Objekte in Sachsen erhalten und damit von Seltenheitswert. | 09306672 |
| Weitere Bilder                          | Wohnbebauung Grunaer Straße / Blochmannstraße                                                                                         | Grunaer Straße 7; 9; 11; 13; 15; 17 (Karte)           | 1951–1952 (Mehrfamilienwohnhaus)                                | Wohnhauszeile (Grunaer Straße 7/9/11/13/15/17 und Zirkusstraße 1/3/5), dazu Straßengrün; über winkelförmigem Grundriss, Teil eines Quartiers der 1950er Jahre an der Ecke Grunaer Straße und Blochmannstraße in offener Bebauung, klassische Bauten im Stil der Nationalen Bautraditionen der DDR, dokumentieren Beginn des Neuaufbaus der Dresdner Innenstadt, Teil des ersten Wiederaufbaukonzepts von Dresden nach 1945, baugeschichtlich, städtebaulich und stadtentwicklungsgeschichtlich bedeutend. | 09213927 |
| Weitere Bilder                          | Wohnbebauung Grunaer Straße / Blochmannstraße                                                                                         | Grunaer Straße 19; 21; 23; 25; 27; 29; 31; 33 (Karte) | 1951–1952 (Mehrfamilienwohnhaus)                                | Wohnhauszeile (Grunaer Straße 19/21/23/25/27/29/31, Mathildenstraße 1/3/5/7 und Zirkusstraße 2/4/6/8/10/12), dazu Straßengrün; mit Ladenzone, über U-förmigem Grundriss, Teil eines Quartiers der 1950er Jahre an der Ecke Grunaer Straße und Blochmannstraße in offener Bebauung, klassische Bautenim Stil der Nationalen Bautraditionen der DDR, dokumentieren Beginn des Neuaufbaus der DresdnerInnenstadt, Teil des ersten Wiederaufbaukonzepts von Dresden nach 1945, baugeschichtlich, städtebaulich und stadtentwicklungsgeschichtlich bedeutend. | 09213933 |
| Weitere Bilder                          | Wohnbebauung Grunaer Straße / Blochmannstraße                                                                                         | Grunaer Straße 35; 37; 39; 41; 43 (Karte)             | 1951–1952 (Mehrfamilienwohnhaus)                                | Wohnhauszeile (Grunaer Straße 35/37/39/41/43 und Mathildenstraße 2/4/6/8), dazu Straßengrün und Gruppenplastik „Junge Pioniere“ vor der Grunaer Straße 41; baulich verbunden mit abweichend gestaltetem Block Blochmannstraße 1–7, über winkelförmigem Grundriss, Teil eines Quartiers der 1950er Jahre an der Ecke Grunaer Straße und Blochmannstraße in offener Bebauung, klassische Bauten im Stil der Nationalen Bautraditionen der DDR, dokumentieren Beginn des Neuaufbaus der Dresdner Innenstadt, Teil des ersten Wiederaufbaukonzepts von Dresden nach 1945, baugeschichtlich, städtebaulich und stadtentwicklungsgeschichtlich bedeutend. | 09213941 |
| Weitere Bilder                          | Berufliches Schulzentrum für Bautechnik George Bähr                                                                                   | Güntzstraße 3 (Karte)                                 | 1952–1953 (Schule), 1959–1961 (Figurengruppe)                   | Ehem. Betriebsberufsschule des Bau- und Montagekombinats Kohle und Energie Julius Fucik; Schulgebäude und Figurengruppe »Meister und Lehrling«; frei stehender Baukörper, zugleich traditionell und modern, Eingangsbereich durch sandsteinverkleidete Loggien mit drei Portalen, Freitreppe und Figurengruppe hervorgehoben, dazu große Uhr und Schriftzug unter der Dachtraufe, eine der ersten Berufsschulen, die nach dem Krieg errichtet wurden, baugeschichtlich, stadtentwicklungsgeschichtlich und städtebaulich bedeutend. Erbaut von Gottfried Kintzer, mit Freitreppe und Eingangsplastik „Bauarbeiter und Lehrlin“ von Wilhelm Landgraf. | 09213949 |
|                                         | Mietshaus in offener Bebauung | Güntzstraße 31 (Karte)                                | 1895 (Mietshaus)                                                | markanter Bau des Historismus, mit Horizontalgliederung und Beletage in Anlehnung an die Renaissance gestaltet, dabei Betonung der Mitte durch Balkone und Eingang sowie des Erdgeschosses, letztes gründerzeitliches Wohngebäude an der Güntzstraße (früher Eliasstraße), als prägnantes bauliches Zeugnis seiner Zeit baugeschichtlich bedeutend. | 09213867 |
| Weitere Bilder                          | Amtsgericht; Landgericht | Lothringer Straße 1 (Karte)                           | 1888–1892 (Gericht), 1891 (Sitzstatue)                          | Gerichtsgebäude; Dreiflügelbau mit repräsentativen Fassaden im Florentiner Renaissancestil mit barockisierenden Ecktürmen, ornamentalem Schmuck und zwei Sitzstatuen Gesetz und Rechtsspruch, künstlerisch bedeutend, zudem von Belang für Baugeschichte, Kunstgeschichte und Justizgeschichte. Ehem. Amtsgericht, Neorenaissancebau im Florentinischen Stil, nach Entwurf von Arwed Rossbach erbaut, 1945 ausgebrannt, bis 1958 wiederhergestellt. | 09214042 |
|                                         | Wohnbebauung Grunaer Straße / Blochmannstraße                                                                                         | Mathildenstraße 1; 3; 5; 7 (Karte)                    | 1951–1952 (Mehrfamilienwohnhaus)                                | Wohnhauszeile (Grunaer Straße 19/21/23/25/27/29/31, Mathildenstraße 1/3/5/7 und Zirkusstraße 2/4/6/8/10/12), dazu Straßengrün; mit Ladenzone, über U-förmigem Grundriss, Teil eines Quartiers der 1950er Jahre an der Ecke Grunaer Straße und Blochmannstraße in offener Bebauung, klassische Bauten im Stil der Nationalen Bautraditionen der DDR, dokumentieren Beginn des Neuaufbaus der Dresdner Innenstadt, Teil des ersten Wiederaufbaukonzepts von Dresden nach 1945, baugeschichtlich, städtebaulich und stadtentwicklungsgeschichtlich bedeutend. | 09213933 |
|                                         | Wohnbebauung Grunaer Straße / Blochmannstraße                                                                                         | Mathildenstraße 2; 4; 6; 8 (Karte)                    | 1951–1952 (Mehrfamilienwohnhaus)                                | Wohnhauszeile (Grunaer Straße 35/37/39/41/43 und Mathildenstraße 2/4/6/8), dazu Straßengrün und Gruppenplastik vor der Grunaer Straße 41; baulich verbunden mit abweichend gestaltetem Block Blochmannstraße 1–7, über winkelförmigem Grundriss, Teil eines Quartiers der 1950er Jahre an der Ecke Grunaer Straße und Blochmannstraße in offener Bebauung, klassische Bauten im Stil der Nationalen Bautraditionen der DDR, dokumentieren Beginn des Neuaufbaus der Dresdner Innenstadt, Teil des ersten Wiederaufbaukonzepts von Dresden nach 1945, baugeschichtlich, städtebaulich und stadtentwicklungsgeschichtlich bedeutend. | 09213941 |
|                                         | Wohnbebauung Grunaer Straße / Blochmannstraße                                                                                         | Mathildenstraße 9; 11; 13 (Karte)                     | bis 1953 (Mehrfamilienwohnhaus)                                 | Wohnhauszeile; Teil eines Quartiers der 1950er Jahre an der Ecke Grunaer Straße und Blochmannstraße in offener Bebauung, klassische Bauten im Stil der Nationalen Bautraditionen der DDR, dokumentieren Beginn des Neuaufbaus der Dresdner Innenstadt, Teil des ersten Wiederaufbaukonzepts von Dresden nach 1945, baugeschichtlich, städtebaulich und stadtentwicklungsgeschichtlich bedeutend. | 09213903 |
|                                         | Wohnbebauung Grunaer Straße / Blochmannstraße                                                                                         | Mathildenstraße 10; 12; 14 (Karte)                    | bis 1955 (Mehrfamilienwohnhaus)                                 | Wohnhauszeile; Teil eines Quartiers der 1950er Jahre an der Ecke Grunaer Straße und Blochmannstraße in offener Bebauung, klassische Bauten im Stil der Nationalen Bautraditionen der DDR, dokumentieren Beginn des Neuaufbaus der Dresdner Innenstadt, Teil des ersten Wiederaufbaukonzepts von Dresden nach 1945, baugeschichtlich, städtebaulich und stadtentwicklungsgeschichtlich bedeutend. | 09213904 |
|                                         | Wohnbebauung Grunaer Straße / Blochmannstraße                                                                                         | Mathildenstraße 16; 18; 20; 22; 24; 26; 28 (Karte)    | bis 1955 (Mehrfamilienwohnhaus)                                 | Wohnhauszeile; Teil eines Quartiers der 1950er Jahre an der Ecke Grunaer Straße und Blochmannstraße in offener Bebauung, klassische Bauten im Stil der Nationalen Bautraditionen der DDR, dokumentieren Beginn des Neuaufbaus der Dresdner Innenstadt, Teil des ersten Wiederaufbaukonzepts von Dresden nach 1945, baugeschichtlich, städtebaulich und stadtentwicklungsgeschichtlich bedeutend. | 09213909 |
| Weitere Bilder                          | FIR-Denkmal | Pillnitzer Straße 19 (bei) (Karte)                    | 1975 (Denkmal)                                                  | Stele mit Inschriftblock; FIR-Denkmal für die antifaschistischen Häftlinge der Gefängnisanstalt Mathildenstraße, 1975 aufgestellt, Beispiel der DDR-Gedenk-Kultur, ortsgeschichtlich bedeutend. | 09216622 |
| Weitere Bilder                          | Ruhige Elbe; Bewegte Elbe | Rathenauplatz (Karte)                                 | 1907 (Figurengruppe)                                            | Zwei Brückenfiguren an der Auffahrt zur Carolabrücke; für die alte Carolabrücke geschaffen, wieder am historischen Standort, kräftige, bewegte, fast expressiv anmutende Reiterdarstellungen, im Detail Jugendstilelemente, allegorische Bildgruppe auf Seepferden mit Nereide (Ruhige Elbe) und Triton (Bewegte Elbe), von Friedrich Offermann, einem Meisterschüler Ernst Hähnels, geschaffen, vor allem künstlerisch bedeutend. | 09213882 |
| Weitere Bilder                          | Transformatorenhaus | Seidnitzer Straße (Karte)                             | um 1950 (Transformatorenstation)                                | traditioneller eingeschossiger Funktionsbau mit Putzfassade und geschwungenem Walmdach, Akzente durch Fledermausgaupen, Säule mit Kapitellen und Dachüberstand, baugeschichtlich und stadtentwicklungsgeschichtlich bedeutend. | 09306740 |
|                                         | Wohnbebauung Grunaer Straße / Blochmannstraße                                                                                         | Seidnitzer Straße 3; 5; 7 (Karte)                     | bis 1953 (Mehrfamilienwohnhaus)                                 | Wohnhauszeile; Teil eines Quartiers der 1950er Jahre an der Ecke Grunaer Straße und Blochmannstraße in offener Bebauung, klassische Bauten im Stil der Nationalen Bautraditionen der DDR, dokumentieren Beginn des Neuaufbaus der Dresdner Innenstadt, Teil des ersten Wiederaufbaukonzepts von Dresden nach 1945, baugeschichtlich, städtebaulich und stadtentwicklungsgeschichtlich bedeutend. | 09214012 |
|                                         | Wohnbebauung Grunaer Straße / Blochmannstraße                                                                                         | Seidnitzer Straße 8; 10; 12 (Karte)                   | bis 1955 (Mehrfamilienwohnhaus)                                 | Wohnhauszeile; Teil eines Quartiers der 1950er Jahre an der Ecke Grunaer Straße und Blochmannstraße in offener Bebauung, klassische Bauten im Stil der Nationalen Bautraditionen der DDR, dokumentieren Beginn des Neuaufbaus der Dresdner Innenstadt, Teil des ersten Wiederaufbaukonzepts von Dresden nach 1945, baugeschichtlich, städtebaulich und stadtentwicklungsgeschichtlich bedeutend. | 09214015 |
|                                         | Wohnbebauung Grunaer Straße / Blochmannstraße                                                                                         | Seidnitzer Straße 9; 11; 13 (Karte)                   | bis 1953 (Mehrfamilienwohnhaus)                                 | Wohnhauszeile; Teil eines Quartiers der 1950er Jahre an der Ecke Grunaer Straße und Blochmannstraße in offener Bebauung, klassische Bauten im Stil der Nationalen Bautraditionen der DDR, dokumentieren Beginn des Neuaufbaus der Dresdner Innenstadt, Teil des ersten Wiederaufbaukonzepts von Dresden nach 1945, baugeschichtlich, städtebaulich und stadtentwicklungsgeschichtlich bedeutend. | 09214016 |
| Weitere Bilder                          | Elbpromenade | Terrassenufer (Karte)                                 | um 1876 (Promenade)                                             | Hochuferbefestigungen und Promenade mit Allee und Baumreihe entlang des Käthe-Kollwitz-Ufers sowie des Terrassenufers; Befestigungen mit Stützmauern, Gewölben, Treppenaufgängen und Geländern, Promenade oberhalb des Hochufers sowie Eichenreihe unterhalb, baugeschichtlich, landschaftsgestalterisch und stadtentwicklungsgeschichtlich bedeutend. | 09217203 |
| Weitere Bilder                          | Sachgesamtheit Eliasfriedhof mit Einzeldenkmalen                                                                                      | Ziegelstraße 22 (Karte)                               | 1680–1724 (Sachgesamtheit), 1680 (Friedhof)                     | Sachgesamtheit Eliasfriedhof: Friedhof in seiner gewachsenen funktionellen und gestalterischen Einheit mit Grufthäusern (darunter die Güntzsche Gruft), efeubewachsenen Grabfeldern mit Grabsteinen und Grüften, Resten des ehemaligen Totenwächterhauses (ID-Nr. 09213893), gliederndem Wegesystem, Erscheinungsbild prägender Bepflanzung sowie Umfassungsmauern einschließlich Eingangstoren und Ziergittern (Gartendenkmal); ältester Bestattungsort Dresdens, besonders malerische und in sich geschlossene Anlage, zu dem bemerkenswert durch die gestalterisch anspruchsvollen Steine und die zumeist barocken Grufthäuser mit ihren aufwändigen Gittern, insgesamt baugeschichtlich, ortsgeschichtlich, personengeschichtlich, und sepulkralgeschichtlich sowie künstlerisch bedeutend, zudem singulär. | 09306482 |
| Weitere Bilder                          | Eliasfriedhof: Grufthäuser (darunter die Güntzsche Gruft), Grabfeldern mit Grabsteinen und Grüften (Einzeldenkmal zu ID-Nr. 09306482) | Ziegelstraße 22 (Karte)                               | 1724 (Grufthaus), bezeichnet 1733 (Gitter zur Güntzstraße)      | Einzeldenkmale der Sachgesamtheit Eliasfriedhof (Friedhof in seiner gewachsenen funktionellen und gestalterischen Einheit): Grufthäuser (darunter die Güntzsche Gruft), efeubewachsenen Grabfeldern mit Grabsteinen und Grüften, Resten des ehemaligen Totenwächterhauses sowie gliederndem Wegesystem, Erscheinungsbild prägender Bepflanzung sowie Umfassungsmauern einschl. Eingangstoren und Ziergittern (Gartendenkmal); ältester Bestattungsort Dresdens, besonders malerische und in sich geschlossene Anlage, zudem bemerkenswert durch die gestalterisch anspruchsvollen Steine und die zumeist barocken Grufthäuser mit ihren aufwändigen Gittern, insgesamt baugeschichtlich, ortsgeschichtlich, personengeschichtlich, und sepulkralgeschichtlich sowie künstlerisch bedeutend, zudem singulär.     | 09213893 |
|                                         | Wohnbebauung Grunaer Straße / Blochmannstraße                                                                                         | Zirkusstraße 1; 3; 5 (Karte)                          | 1951–1952 (Mehrfamilienwohnhaus)                                | Wohnhauszeile (Grunaer Straße 7/9/11/13/15/17 und Zirkusstraße 1/3/5), dazu Straßengrün; über winkelförmigem Grundriss, Teil eines Quartiers der 1950er Jahre an der Ecke Grunaer Straße und Blochmannstraße in offener Bebauung, klassische Bauten im Stil der Nationalen Bautraditionen der DDR, dokumentieren Beginn des Neuaufbaus der Dresdner Innenstadt, Teil des ersten Wiederaufbaukonzepts von Dresden nach 1945, baugeschichtlich, städtebaulich und stadtentwicklungsgeschichtlich bedeutend. | 09213927 |
|                                         | Wohnbebauung Grunaer Straße / Blochmannstraße                                                                                         | Zirkusstraße 2; 4; 6; 8; 10; 12 (Karte)               | 1951–1952 (Mehrfamilienwohnhaus)                                | Wohnhauszeile (Grunaer Straße 19/21/23/25/27/29/31, Mathildenstraße 1/3/5/7 und Zirkusstraße 2/4/6/8/10/12), dazu Straßengrün; mit Ladenzone, über U-förmigem Grundriss, Teil eines Quartiers der 1950er Jahre an der Ecke Grunaer Straße und Blochmannstraße in offener Bebauung, klassische Bauten im Stil der Nationalen Bautraditionen der DDR, dokumentieren Beginn des Neuaufbaus der Dresdner Innenstadt, Teil des ersten Wiederaufbaukonzepts von Dresden nach 1945, baugeschichtlich, städtebaulich und stadtentwicklungsgeschichtlich bedeutend. | 09213933 |
| Weitere Bilder                          | 2. Polytechnischen Oberschule „Herbert Bochow“; Marie-Curie-Gymnasium Dresden                                                         | Zirkusstraße 7 (Karte)                                | 1959–1960 (Schule), 1960–1964 (Figurengruppe), 1961 (Sgraffito) | Schule, dazu Vorplatzgestaltung mit Plastik »Polytechnischer Unterricht«; markanter Komplex im Pavillonsystem, Aula, künstlerische Ausstattung, Sgraffito an der Außenwand des nördlichen Gebäudetraktes, frühe gestalterisch anspruchsvolle DDR-Schule, von besonderer baugeschichtlicher und kunsthistorischer Bedeutung. | 09301275 |
| Direkt Bild zu diesem Denkmal hochladen | Königlich-Tierärztliche Hochschule (ehem.)                                                                                            | Zirkusstraße 40 (Karte)                               | 1903 (Treppenhaus)                                              | Treppenhaus mit reicher Jugendstilausstattung; als erhaltener Teil der einstigen Tierärztlichen Hochschule ortsgeschichtlich bedeutend, zudem mit künstlerischem und kunsthistorischem Wert; jetzt Teil des Gebäudekomplexes des Sächsischen Serumwerks Dresden. | 09214041 |

## Ausführliche Denkmaltexte
1. ↑  
Denkmaltext 

Der sog. Glasbrunnenplatz entstand 1972 als Vorplatz des Robotron-Gebäudes am Pirnaischen Platz. Den gestalterischen Mittelpunkt bildet der von der Künstlerin Leoni Wirth entworfene Glasbrunnen, dessen Planung und Ausführung von Leoni Wirth, Karl Bergmann (Kunstschmied) und Helmut Kappel (Glaser) übernommen wurde. Um den Brunnen bilden rote und weiße Betonplatten konzentrische Kreise. Zwei amorphe Pflanzflächen rahmen das Ensemble. Ein bogenförmiger Umgebungsweg mit Sitznischen wird von einem Rosenbeet und einer Baumreihe aus Rotblühenden Rosskastanien begleitet. Zwei Pflanztröge mit Mosaiken, die ursprünglich ihren Platz in den Touristengärten an der Prager Straße hatten, bilden einen weiteren Akzent.
Die ästhetisch ansprechende Platzgestaltung ist als Frühwerk des Landschaftsarchitekten Günter Kretzschmar gartenkünstlerisch bedeutsam. Das Werk Günter Kretschmars prägt insbesondere die Dresdner Innenstadt (z. B. Hauptstraße und Neustädter Markt, Kirschbaumgarten am Hotel Bellevue, Vorplatz Kulturpalast). Der Glasbrunnen ist als gestalterisch hochwertiges Werk der Künstlerin Leoni Wirth künstlerisch von Bedeutung. Da der Entwurf des Platzes an die Gestaltung des Brunnen angelehnt ist, können Brunnen und Platz als Einheit von Denkmalwert betrachtet werden. Der Schmuckplatz dokumentiert die Gestaltungsformen der 1970er Jahre unter Bezug auf die klassische Moderne, insbesondere die zeitgemäße Gestaltung von Stadtplätzen, die oft aus ausgebombten und geräumten Brachen zur Aufwertung der neu entstanden Wohnbebauung entstanden sind.  Er besitzt darüber hinaus großen Zeugnis- und Dokumentationswert, da er sehr authentisch überkommen ist – der ursprüngliche Entwurf fast unverändert erhalten. Es existieren kaum vergleichbare Objekte in Sachsen, wodurch er außerdem Seltenheitswert besitzt (LfD/2017).
2. ↑  
Denkmaltext 

Bei der Elbpromenade auf Altstädter Seite handelt es sich die Hochuferbefestigung des Käthe-Kollwitz-Ufers und des Terrassenufers zwischen Auenbereich und Fahrbahn. Sie beginnt auf Höhe des Hauses Terrassenufer 16 und läuft mehrere hundert Meter hinter der Albertbrücke aus. Die weitgehend ursprünglich erhaltene Anlage der Promenade entstand vermutlich im Zusammenhang mit der 1875–1877 gebauten Albertbrücke, mit der sie eine funktionale und gestalterische Einheit bildet. Sie besteht aus Sandstein-Stützmauern, Gewölben, Treppenabgängen, wovon zwei unmittelbar in die Brücke einbinden, bekrönenden schmiedeeisernen Geländern, einer dichten Lindenallee oberhalb der Uferbesfestigung und einer Eichenreihe unterhalb. Die Mauern sind zum Großteil gegliedert und mit Abdeckplatten versehen.
Entsprechend den topographischen Gegeben des Terrassenufers verjüngen sie sich in diesem Bereich nach Südwesten. Die erwähnten Treppenabgänge setzten auch wegen ihres gestalterischen Aufwandes unübersehbare Akzente.
Die Elbpromenade bildet mit Allee, Baumreihe und Hochuferbefestigung ein außerordentlich bedeutendes landschaftsgestalterisches Element im Dresdner Elbraum. Aufgrund des unmittelbaren Zusammenhangs mit der Albertbrücke ist sie auch ein erhaltenswertes Zeugnis der Architektur der zweiten Hälfte des 19. Jahrhunderts. Die Elbpromenade ist wegen ihrer baugeschichtlichen, landschaftsgestalterischen und stadtentwicklungsgeschichtlich Bedeutung ein Kulturdenkmal (LfD/2010, 2015).
3. ↑  
Denkmaltext 

Eliasfriedhof (Ziegelstraße 68/Güntzstraße). Ehem. Pest- und Seuchenfriedhof, 1680 weit außerhalb der Stadt angelegt. Dann Armenfriedhof, erst nach Erweiterung und Anlage von Grüften 1721–1725 durch George Bähr auch von der Bürgerschaft genutzt, 1724 Verlegung der Ratsgruft nach hier. Seit 1876 wurde der Friedhof nicht mehr belegt (seit 1928 geschlossen). 1724 wurden die Grüfte nach einheitlichem Plan geschaffen: bei den erhaltenen an der Schauseite schlichte Pfeiler, darüber Korbbögen mit doppelten Schlusssteinen, reiche, zum Teil überaus filigrane schmiedeeiserne Gruftgitter mit unterschiedlichster Gestaltung und Ornamentik. Eines mit sechs Zeilen Schrift aus geschmiedeten Buchstaben, bezeichnet D.R.B.G.G. Ao. 1733. Die Grabmäler ausschließlich aus Sandstein, einige ehem. farbig gefasst. Zahlreiche Grabsteine des 18. Jh. mit Rokokokartuschen, die Inschriften meist verwittert, Putten und ähnlicher Schmuck in unterschiedlichem Erhaltungszustand.  – Grabmal des Hofbildhauers Johann Christian Kirchner, nach 1732 (nach seinem Entwurf vom jüngeren Bruder Gottlieb Kirchner ausgeführt): ein hagerer, lebensgroßer Chronos mit Stundenglas, in der Linken ein Medaillon mit Porträtbüste haltend, zu seinen Füßen ein Putto mit Bildhauerwerkzeugen (zurzeit im Palais im Großen Garten). – Grabstein für Christian Gottlieb Welker († 1781), weinender Putto an bekränzter Urne (sign. Feige, 1780). – Grabstein für Johann Gottlieb Hock († 1810), auf würfelförmigem Sockel kniender Todesengel mit verschleierter Urne. – Grabstein für Juliane Sophie Thormeyer († 1810) von Gottlob Friedrich Thormeyer: eine sich nach oben verjüngende Säule mit den Reliefs von vier emporschwebenden Engeln mit Palmenzweigen, darüber Sternenkranz. – Grabmal der Ida Henne, M. 19. Jh.: Ädikula-Architektur mit eingelassenem Relief eines Engels mit Lorbeerkranz und Pfeilen (aus: Dehio Dresden 2005, bearbeitet).
4. ↑  
Denkmaltext 

Der von 1959–1960 errichtete Komplex der einstigen 2. POS Herbert Bochow Zirkusstraße 7 in Dresden, OT Pirnaische Vorstadt gehört neben der Palucca-Schule, der 6. Mittelschule an der Fetscherstraße und dem Fritz-Löffler-Gymnasium an der Bernhardstraße zu den markantesten Schulgebäuden aus der DDR-Zeit auf dem Stadtgebiet von Dresden. Die aus spannungsvoll zueinander angeordneten Baukörpern (Pavillonsystem) bestehende Anlage besitzt im Inneren zwei Treppenhäuser mit künstlerischer Ausstattung, seit 1992 Gymnasium.
Erwähnenswert ist das großflächige Wandbild im Nebentreppenhaus. Die bekannte Dresdner Künstlerin Lea Grundig stiftete der Schule 1962 die Bronzeplastik »Mädchenkopf«. Eine weitere im Zeitraum von 1960–1964 entstandene Plastik »Polytechnischer Unterricht« des Bildhauers Johannes Peschel steht auf dem Schulvorplatz, der durch eine besondere Gestaltung aus Gehwegplatten und Pflasterung hervorgehoben wird. Als Kunst am Bau erscheint zudem ein Wandbild, Sgraffito, an der Außenwand des nördlichen Gebäudetraktes (der Aula). Dieses wurde dem ersten Weltraumflug von Gagarin am 12. April 1961 gewidmet. Es stammt vom Künstler Alfred Hesse.
Der für die Zeit um 1960 moderne, großzügig gestaltete und mit Kunst am Bau besonders reich ausgestattete Schulkomplex ist ein anspruchsvolles bauliches Zeugnis der DDR-Architektur an der Wende vom traditionellen Bauen in den 1950er Jahren hin zu einer sachlicheren und funktionaleren Bauweise. Im Gegensatz zu den nachfolgenden und sich zumeist wiederholenden Typenbauten erscheint das heutige Marie-Curie-Gymnasium mit seiner Aufgliederung im Pavillonsystem, den viel Platz einnehmenden Fensterbändern, Plastiken und Wandbildern noch als eigenständige gestalterische Leistung von besonderer baugeschichtlicher Bedeutung (LfD/2018).